# Physalis neomexicana
Physalis neomexicana ist eine Pflanzenart aus der Gattung der Blasenkirschen (Physalis) in der Familie der Nachtschattengewächse (Solanaceae), die im südlichen Teil Nordamerikas heimisch ist.

## Beschreibung
Physalis neomexicana ist eine einjährige Pflanze, die Wuchshöhen zwischen 10 und 50 cm erreicht. Die Stängel sind im Querschnitt gewinkelt und zumindest an der Spitze blau getönt. Sie sind dicht mit mehrzelligen, drüsigen Trichomen mit bis zu 1,5 cm Länge behaart.
Die Laubblätter sind ebenfalls mit mehrzelligen, drüsigen Trichomen besetzt. Die Blattstiele haben eine Länge von 0,5 bis 3,5 cm. Die Blattspreiten werden 2,0 bis 6,5 cm lang und 1,0 bis 5,0 cm breit, sind eiförmig, nach vorn hin spitz und an der Basis abgeschnitten. Wenn die Hälften der Blattbasis schräg sind, unterscheiden sie sich nur um weniger als 3 mm. Der Blattrand ist gekerbt.
Die Blüten stehen an 3,0 bis 4,5 mm langen Blütenstielen. Der Kelch ist mit zugespitzten, 2,0 bis 3,5 mm langen Kelchzähnen besetzt. Die Krone ist gelb gefärbt und misst 0,8 bis 1,3 cm im Durchmesser. Die Kronblätter sind mit fünf einzelnen dunkelblauen Malen gezeichnet. An der Ansatzstelle der Staubfäden sind sie behaart. Sowohl Staubfäden als auch Staubbeutel sind blau oder blau getönt, die Staubbeutel werden zwischen 0,9 und 1,2 mm lang.
Zur Fruchtreife verlängert sich der Stiel auf eine Länge von 0,8 bis 1,0 cm. Der sich vergrößernde Kelch ist stark fünfwinkelig, dicht drüsig behaart und ist 2,0 bis 3,0 cm lang und 2,0 bis 2,5 cm breit. Oftmals ist er ähnlich lang wie breit. Die Frucht ist eine kugelförmige Beere mit einem Durchmesser von 1,0 bis 2,0 cm. Sie enthält eine Vielzahl braun gefärbter Samen, die eine feingrubige Oberfläche aufweisen und 2,0 bis 2,5 mm im Durchmesser messen.

## Verbreitung und Standorte
Die Art kommt ausschließlich in Nordamerika vor, wo sie in den US-amerikanischen Bundesstaaten Colorado und Texas, sowie im Nordwesten Mexikos, in Baja California heimisch ist. Sie wächst vorzugsweise in der Wüste oder trockenen Halbwüsten und besiedelt Höhenlagen zwischen 1500 und 2500 m.